# Sector extractivo del Perú
El sector extractivo del Perú es uno de los sectores de la República del Perú, que como país en vías de desarrollo, depende económicamente de las actividades primarias y de su aprovechamiento. En la década de 1990, las actividades mineras fueron uno de los mayores impulsos para el sector del país.

## Actividad extractiva
La actividad extractiva, como su nombre indica, se refiere a la extracción de los variados recursos de la naturaleza, que pueden ser aprovechados por el hombre ya sea en consumo directo o previa reelaboración. Sin considerar la pesca y la tala de árboles, a lo largo de los años, Perú extrajo cuatro recursos importantes muy importantes que fortaleció su sistema de economía liberal: el guano (1830-1876, 3.4 % del PBI), la azúcar (1894-1929, 5.1 %), la pesca (1943-1976, 5.3 %) y la minería (desde 1992, 5.4 %).
Las diferentes actividades extractivas en el Perú, deben su desarrollo principalmente a la demanda exterior debido al tipo de recursos que más necesiten los países industrializados. Las actividades económicas peruanas han sido y son en la actualidad preponderantemente de carácter extractivo, se constituyen en materias primas para exportación, junto a la actividad agropecuaria obedece a una división internacional del trabajo impuesto por los países que detentan la tecnología y los mercados por su enorme capacidad productiva con bajos costos. La ansiada sustitución de importaciones intentada en décadas pasadas sigue siendo actualmente una promesa mientras el Perú no rompa los términos de dependencia.
Se estableció un canon, un impuesto a los recursos obtenidos por el sector extractivo.

## La pesca

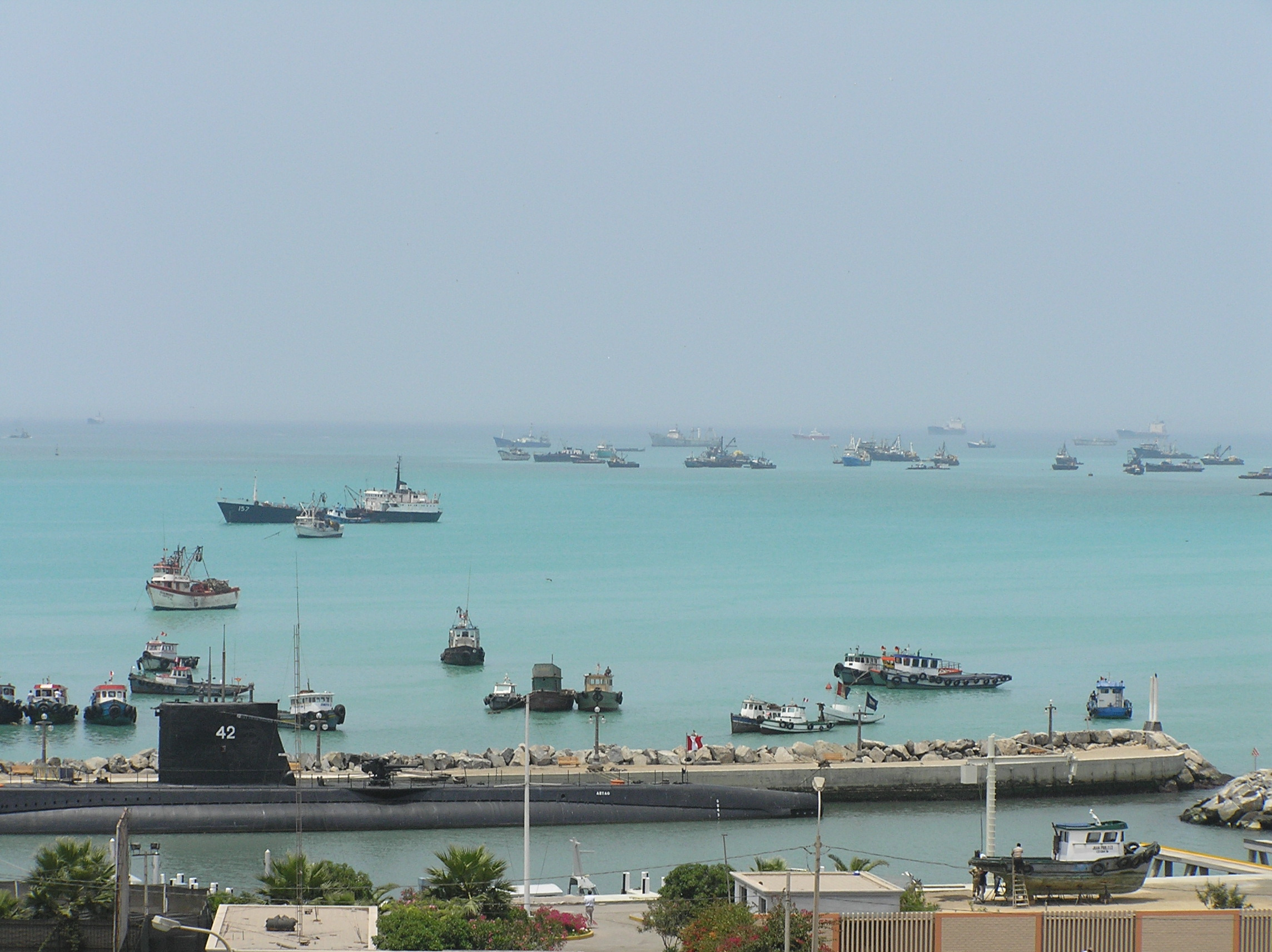
Puerto del Callao, considerado uno de los principales puertos de América del Sur y El Caribe.

a peney aprovechamiento de los recursos hidrobiológicos que en el 98 % se obtiene del mar peruano y el resto de lagos, ríos, cochas del interior del territorio peruano. Cobra gran importancia para las economías de Perú, Chile (en América Latina), Rusia, Japón, China, Estados Unidos, Noruega, Dinamarca, Corea e Indonesia. Perú cuenta con un mar extraordinariamente rico por la mineralización de sus aguas, producto de afloramiento, tanto en variedad como en cantidad, habiéndose identificado más de 1000 especies económicamente rentables de los cuales solo se explotan alrededor de 60.
La actividad pesquera, es una actividad tradicional en el Perú que se remonta a la época precolombina, ejemplo Chan - Chan y otras. La historia de la actividad económica pesquera se inicia a partir de los años 1930 que logró desarrollarse por la demanda externa primero como industria conservera para luego desarrollarse la industria harinera.
Hacia el año 2020, la pesquería cobró relevancia por la presencia de barcos procedentes de China. En ese mismo año, se estableció la exigencia de un sistema de monitoreo para los barcos de pesca extranjeros en el mar peruano. Sin embargo, la lenta respuesta del gobierno dificultó la labor de exigir a los barcos, lo que generó quejas de pescadores y empresas.

### Tipos de pesca
De acuerdo al nivel de los instrumentos empleados, a la capacidad de bodega (tonelaje) de las embarcaciones, cuando la producción se dirige a cierto tipo de sector:

#### Pesca artesanal
Realizada en embarcaciones de reducidas dimensiones, teniendo como máximo 15 toneladas de capacidad de bodega, es decir sobrepasa este volumen de almacenaje dejaría de catalogarse como una embarcación artesanal.
- El instrumental y aparejos de pesca (redes, anzuelos, etc) es elemental, de allí el peligro a que se exponen al alejarse de la línea costera respecto a maretazos (mar agitado), vientos o averías. En especial utilizan como refugios y comercialización las caletas (bahías o ensenadas marinas). La producción se destina al consumo humano directo, en estado generalmente fresco, salado o curado.
- La pesca artesanal en el Perú tiene tradición histórica, así los primeros sedentarios pobladores pertenecen a la costa ya que en ella encontraron un mar adyacente que les proveía de alimento, muy nutritivo por cierto.
- Los célebres caballitos de totora una embarcación que todavía lo utilizan los pescadores de la costa norte, los primeros anzuelos hechos con restos de conchas, los medios van cambiando pero siempre se mantiene la pesca artesanal; ahora con redes de nylon y chalanas brindan puestos de trabajo a los peruanos así como provee de alimento nutritivo y balanceado a las clases más necesitadas.

#### La pesca industrial
Se hace con embarcaciones grandes, modernas y bien equipadas (bolichera, barcos - factorías) y se extrae especies apropiadas para la fabricación de conservas o congelado.
- Prioriza ciertas especies por el tamaño de las embarcaciones así como por el volumen producido, este tipo de pesca se practica en puertos, en los cuales también se han instalado las fábricas que producen harina de pescado, aceite y conservas. Los principales son: Paita (Piura), Talara (Piura), Pimentel (Lambayeque), Coishco (Norte de Chimbote), Samanco (Sur de Chimbote), S (Ica).
- Los productos marinos transformados, están orientados a la exportación, los recursos de nuestro mar o no beneficia a la población peruana ya que su comercialización está a cargo de compañías pesqueras extranjeras, las cuales exportan la mayor cantidad de la producción al mercado externo (Estados Unidos, China, Europa, etc.). Tiene más apoyo del estado: económica y en infraestructura.

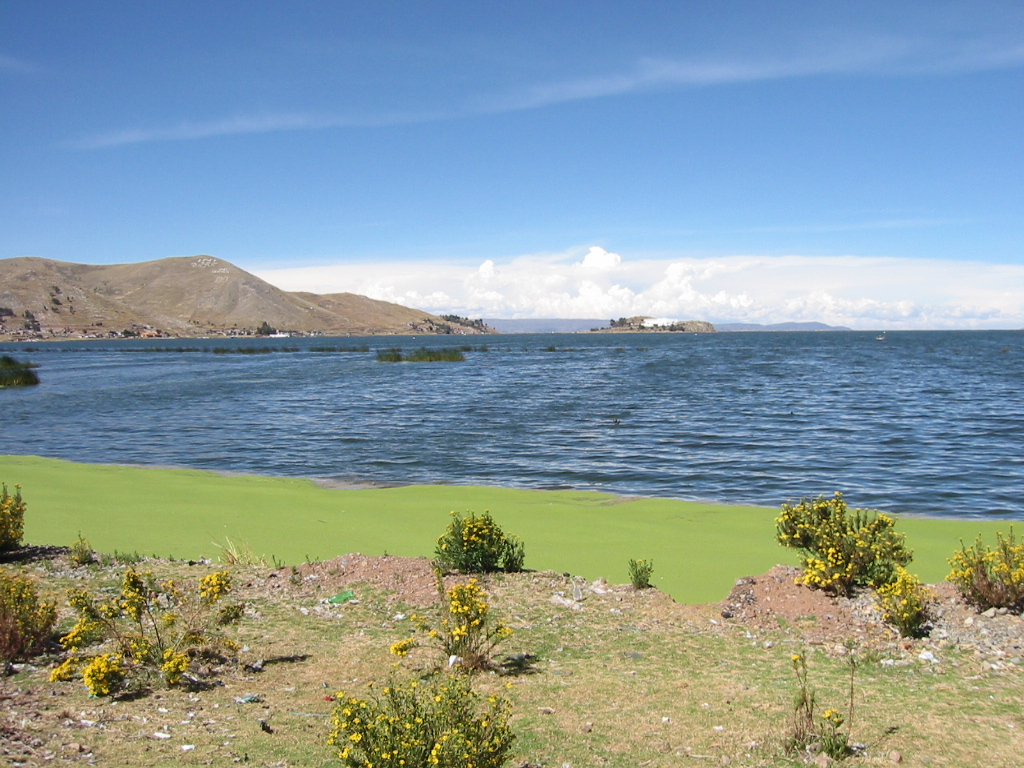
Vista del lago Titicaca frente a la ciudad de Puno.

#### La acuicultura en el Perú

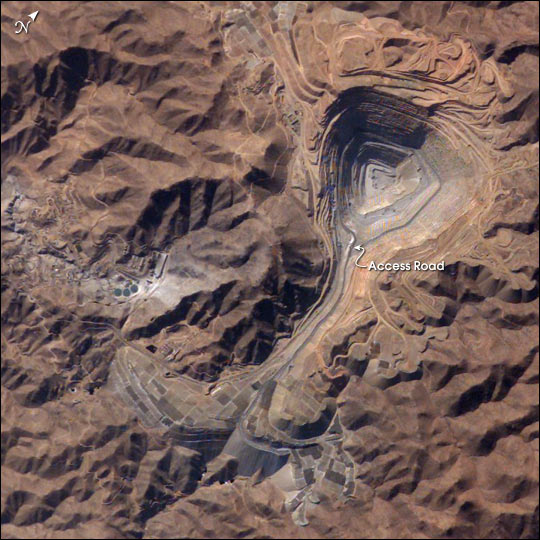
Vista de satélite de la mina Toquepala

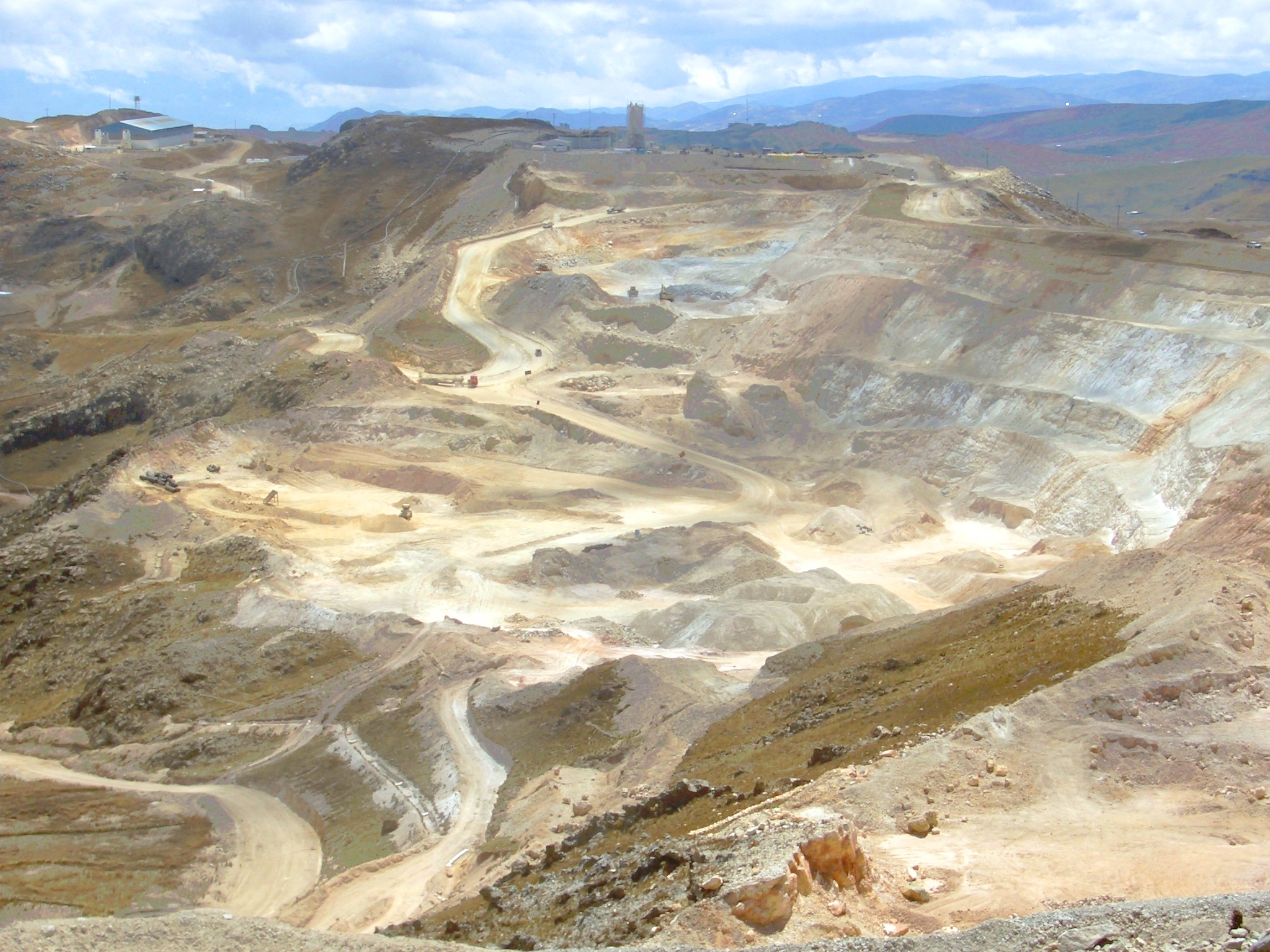
La cuenca minera aurífera Yanacocha

Es la crianza de especies en cautiverio. Si se practica en el mar se denomina maricultura, por ejemplo en el Perú se cría langostinos (Penacus sp), en el litoral tumbesino y concha de abanico (argopecten purpuratus) en la bahía de la independencia en Pisco.

En la amazonía se cría paiche (arapaima gigas), tilapías (tilapia nilótica), tortugas y lagartos confines de repoblamiento en cochas y ríos. Sin embargo en la región andina tiene especial significado porque contribuirá a balancear la dieta en proteína con la crianza de la trucha (salmo gairnieri) como es el tipo arco iris del lago Titicaca, Cusco, Huancayo, Huaraz, etc. Pero ¿por qué la trucha? por ser una especie adecuada a las temperaturas, claridad y oxigenación de ríos, arroyos y lagos altos andinos.

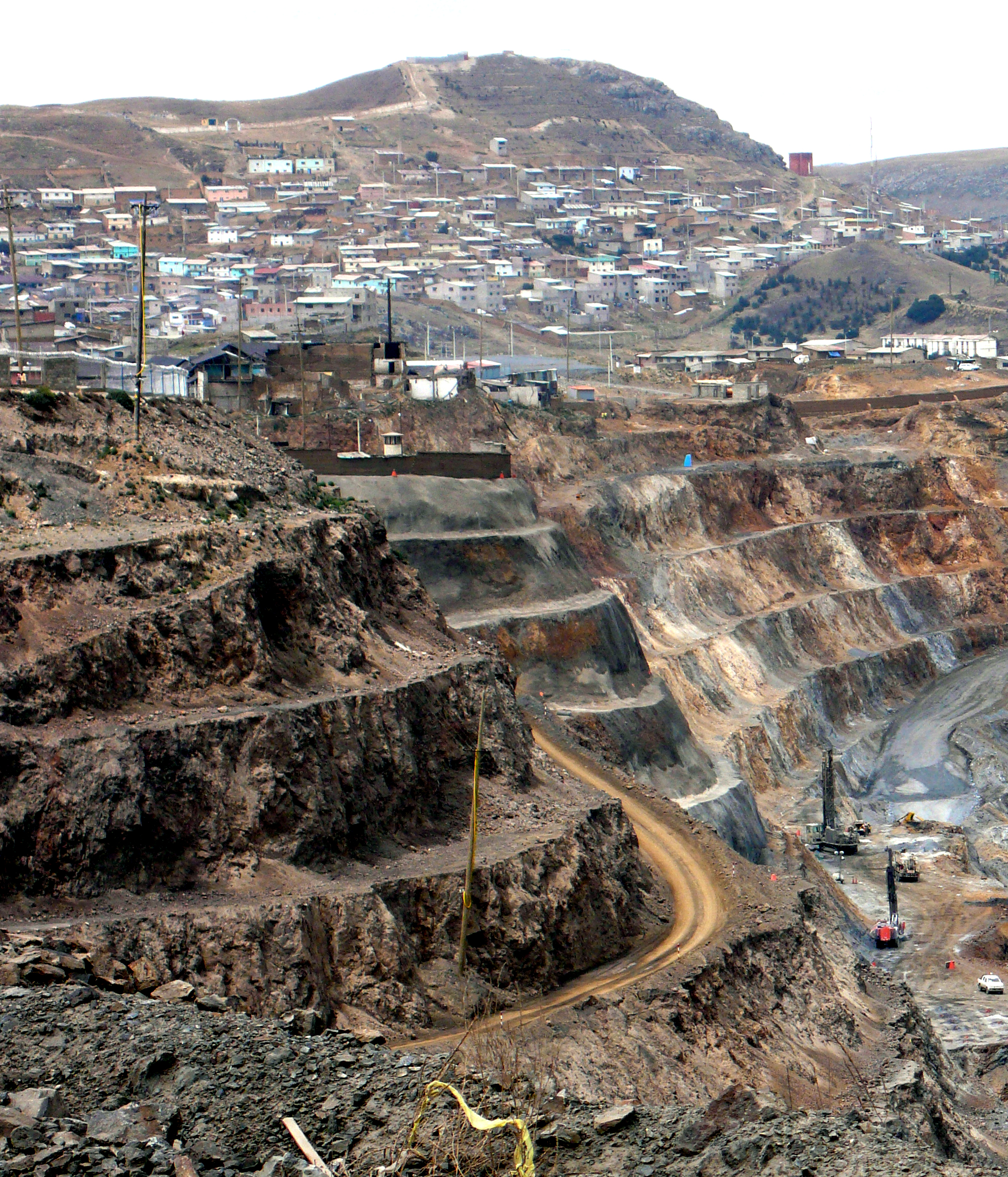
Las mayores inversiones extranjeras en el Perú durante los últimos años ha sido en el sector minero porque allí reside exprimir; exfoliar los recursos naturales del tercer mundo, y sin reinvertir las ganancias en el país dador de las materias primas

## La minería
Es la actividad que rinde como promedio el 50% de las divisas; es generadora de empleo en la construcción de carreteras, ferrocarriles, hospitales y escuelas en las regiones donde prima la minería. El Perú es rico en minerales por la diversidad de relieve y la fuerte acción telúrica siendo considerado territorio polimetálico donde se reconocen hasta 40 tipos de metales y solo se explotan 16, correspondiendo el 99% a los minerales principales (cobre, plata, zinc, hierro y oro) y el resto a minerales secundarios (bismuto estaño, tungsteno, antimonio) sin embargo esta actividad fue iniciada por compañías extranjeras, luego pasó a manos del Estado (gobierno de Velasco) y actualmente los centros mineros están siendo privatizados en casi su integridad.

### Beneficiados con las exportaciones mineras
En primer lugar, las compañías transnacionales que explotan los mejores yacimientos, obteniendo enormes ganancias. En segundo lugar, la burguesía peruana que actúa como intermediaria con el capital extranjero; por ejemplo la burguesía utilizando la población construye infraestructuras que facilitan la accesibilidad, la explotación y comercialización de los minerales a favor de las compañías transnacionales.
Los recursos mineros del territorio peruano no se utilizan para desarrollar la industria pesada nacional, la cual serviría a su vez para impulsar otras actividades económicas (pesca, agricultura, industrias ligeras, comercio, etc). Así se corta el desarrollo económico peruano, acercando a Perú a una mayor dependencia de los países capitalistas.
| Cobre (Cu)                         | Es el que se exporta en más volumen. El yacimiento mayor es Cuajone y Toquepala, ambos explotados por una empresa transnacional. Southern Perú Copper Corporation. Otros Cerro Verde (Arequipa), Tintaya (Cuzco), Quellaveco (Moquegua), Michiquillay (Cajamarca), Condestable (Lima), Toromocho (Junín), Cobriza (Huancavelica). Antamina (Ancash). |
| Oro (Au)                           | Está en acelerada explotación y exportación. El mayor yacimiento es Yanacocha (Cajamarca) privatizada por una transnacional (New Mont) con asociación de Buenaventura, empresa privada nacional, Pierina (Ancash) propietaria Barrick Gold. También se han descubierto reservas auríferas en alto Chicama y Carabaya.                                |
| Hierro (Fe)                        | Es uno de los minerales más explotados en volumen. El principal yacimiento Marcona (Ica), la Cía. Shougan es la propietaria actual, Tambo Grande (Piura). |
| Carbón mineral                     | Cuenca del Río Santa (Ancash), Goyllarisquizga (Pasco), Oyón (Lima), Hatunhuasi (Junín), cuenca del alto Chicama (Cajamarca). |
| Polimetálicos (plomo, plata, zinc) | San Vicente (Junín), Casapalca (Lima), Huarón (Cerro de Pasco), Atacocha (Pasco), Millpo, Raura (Pasco), San Cristóbal (Junín) Julcani (Huancavelica), Arcata (Arequipa). |
| Petróleo                           | En la Selva (Omagua) ocupa su mayor porcentaje: Trompeteros, Pavayacu, San Juan, Capirona, Nueva Esperanza, Yanayacu, Capahuari (Loreto). También se extrae crudo en el zócalo de Piura y en los tablazos: El Alto, Lobitos, Brea y Pariñas (Piura).                                                                                                 |
| Gas natural                        | Área de producción costa noreste, zócalo y selva norte uso industrial doméstico (gas licuado). Área de mayor reserva se encuentra en Camisea (Cusco - Ucayali). |
| Fosfatos                           | Bayóvar (Piura), se le considera uno de los yacimientos mayores del mundo. |

| Refinerías de petróleo   | Talara (Piura), Pampilla y Conchán (Lima), Iquitos (Loreto) en privatización, E. Díaz (pucallpa).                                                                                              |
| Fundiciones metalúrgicas | Llo (Moquegua), La Oroya (Junín). |
| Oleoductos               | Nor Peruano: Traslada el crudo desde Saramuro (Loreto) hasta Bayovar (Piura) posee 855 km de extensión (con sus ramales Norte y Sur supera los 1000 km) y transporta 200 mil barriles diarios. |

#### Boomaurífero y cuprífero
Las empresas transnacionales están invirtiendo colosales capitales en la explotación de yacimientos auríferos. En 2007, se dedicaron 14 millones de hectáreas a la extracción de minerales. Por ejemplo, Yanacocha, que se espera que finalice para el año 2030, y Pierina, que concluiría en el año 2020. La explotación de ambas se proyectan como enérgica y muy rentable para sus propietarios.
En 2025, se propuso concesionar cuatro minas para explotar el cobre y competir con la mayor producción frente al líder, la República Democrática del Congo.

## La tala

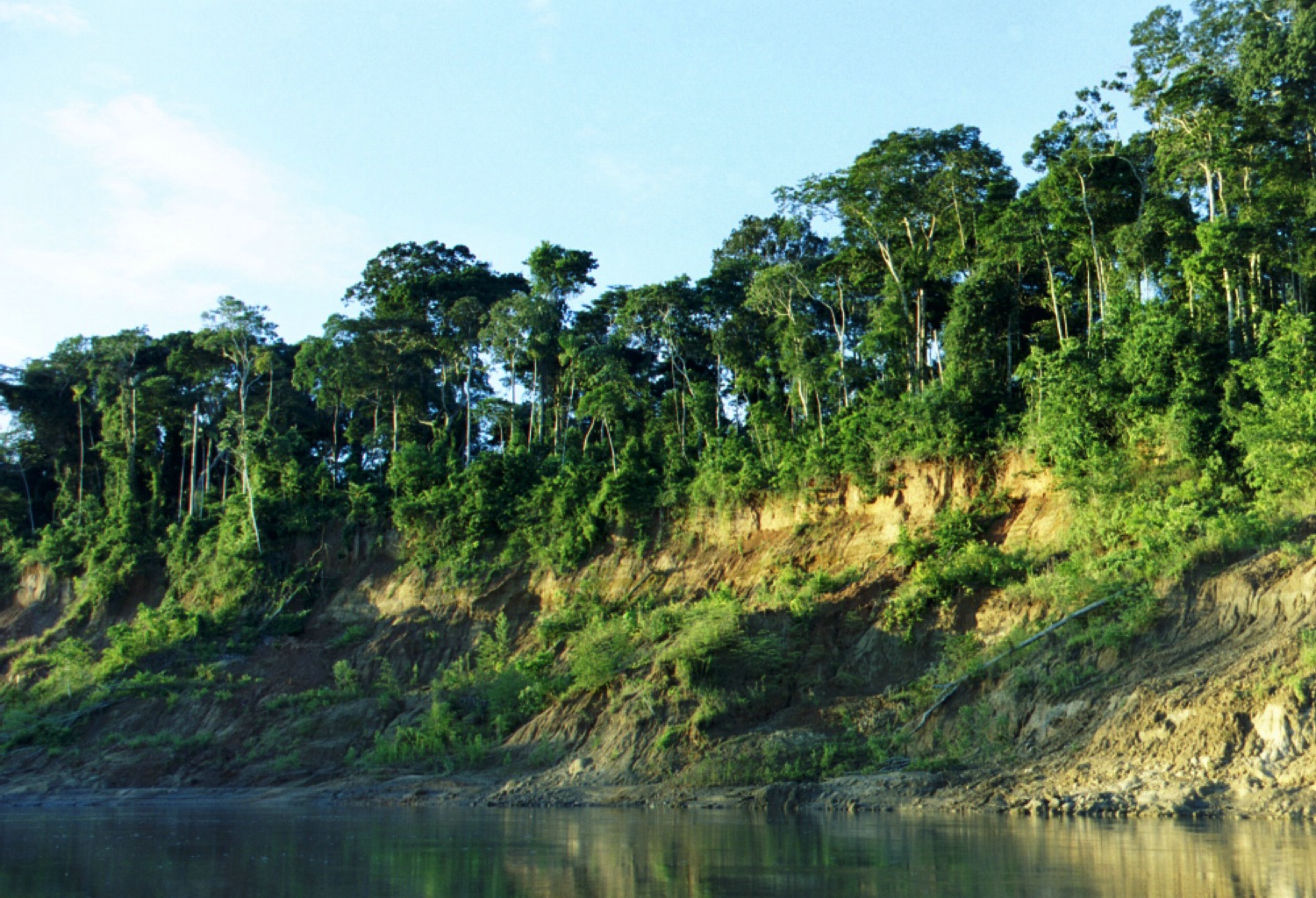
Denuncias provenientes de la amazonía indican que la depredación del bosque amazónico prosigue sin mayor control; en Madre de Dios se acaba de descubrir 180 km de trochas dedicadas a la extracción ilegal de maderas finas y que luego son llevadas al río abajo hacia Bolivia o Brasil; incluso dentro de las áreas protegidas como Pacaya Samiria u otras se ejecutan dichas actividades.

Se denomina así al proceso de extraer los recursos de flora de tipo arbórea. Por ello, la actividad forestal se realiza para diferentes finalidades, utilización de maderas, derivados de la madera, y uso de ellos para la satisfacción de necesidades variadas (muebles, carpetas, pisos, puertas, papel, etc.).

La participación del sector forestal en la economía peruana es mínima representa el 1% del PBI, y si comparamos la extensión peruana de bosques naturales solo en la Selva existen alrededor de 70 millones de hectáreas que no se aprovechan a gran escala, siendo el Perú, en América Latina uno de los más bajos en consumo per cápita, de madera elaborada (0,03 m³/hab. al año).

El aprovechamiento y transformación industrial de la madera según las regiones es:
- Costa: La explotación de los bosques secos del Norte está limitado siendo Lambayeque la principal fuente de madera de Algarrobo, de la cual se procesa para leña, carbón y madera para cajones. En la costa se procesa el papel y cartón, también tableros aglomerados.
- Sierra: En esta región por la escasez de bosques, la explotación maderera se remite a los bosques de Eucalipto. Hoy existe en práctica el proyecto de reforestación "Sierra Verde".
- Selva: Se da la mayor producción maderera y en gran variedad y de buena calidad como el cedro, la caoba, tornillo, etc.

### Otras referencias
- Compendio Académico de Geografía Editorial Lumbreras Edición 2012.

- Boletines Verano UNI 2014 Tomos 1 y 2 Academia César Vallejo Editorial Lumbreras.

- Portal del Estado peruano.

- Datos: Q16629631